# Kościół Wszystkich Świętych w Warszawie
Kościół Wszystkich Świętych – kościół rzymskokatolicki znajdujący się przy placu Grzybowskim 3/5 w Warszawie. Kościół parafialny parafii Wszystkich Świętych.

## Opis
Prace nad budową świątyni rozpoczęto w roku 1861 według projektu Henryka Marconiego. Podczas prac projektowych wzorował się on na istniejącym już kościele renesansowym św. Justyny w Padwie. Budowa świątyni uzyskała wsparcie finansowe od miasta; w skład komitetu budowy wchodził prezydent Sokrat Starynkiewicz (który wspierał budowę także ze środków prywatnych). Zgodnie z projektem kościół został poświęcony 31 października 1883 r. przez arcybiskupa Wincentego Popiela. Nie był wówczas jeszcze całkowicie ukończony – dopiero w 1892 roku rozpoczęła się budowa wież. Górny kościół mógł pomieścić 5000, a dolny 3000 osób, co czyniło świątynię największym kościołem w Warszawie.
W czasie obrony Warszawy we wrześniu 1939 roku do podziemi świątyni przeniesiono szpital PCK, ewakuowany z budynku Gimnazjum im. Mikołaja Reja. 
Podczas okupacji niemieckiej kościół był jednym z trzech kościołów chrześcijańskich, które znalazły się na terenie getta (pozostałymi były kościół św. Augustyna i kościół Narodzenia Najświętszej Maryi Panny). Kościół służył wówczas chrześcijanom pochodzenia żydowskiego, którzy byli przetrzymywani w getcie. W czasie istnienia getta, proboszcz ks. prałat Marceli Godlewski, znany ze swojej przedwojennej antypatii do Żydów, zaangażował się w udzielanie im pomocy. Na plebanii u proboszcza schronienie znalazł m.in. Ludwik Hirszfeld.
W sierpniu 1942 roku, w czasie wielkiej akcji deportacyjnej do obozu zagłady w Treblince, kościół wraz z całym tzw. małym gettem został wyłączony z dzielnicy zamkniętej. 
Świątynia została poważnie uszkodzona w czasie walk podczas powstania warszawskiego. Bomby lotnicze i ostrzał artylerii niemieckiej spowodowały m.in. pożar dachu, zawalenie się stropów aż do podziemi, zburzona została także wschodnia wieża świątyni. Zniszczeniu uległy wszystkie dzieła sztuki stanowiące wyposażenie kościoła, większość cennych epitafiów i malowideł.
W 1965 roku świątynia została wpisana do rejestru zabytków. 
8 czerwca 1987 podczas trzeciej wizyty apostolskiej w Polsce w kościele Wszystkich Świętych Jan Paweł II odprawił mszę świętą inaugurującą II Krajowy Kongres Eucharystyczny. Wśród tysięcy zgromadzonych wiernych była m.in. Matka Teresa z Kalkuty.
W 1993 z okazji piętnastej rocznicy pontyfikatu Jana Pawła II na schodach przed kościołem odsłonięto jego pomnik ofiarowany przez włoskiego rzeźbiarza Giorgio Gallettiego. Bliźniaczy monument znajduje się w sanktuarium Matki Boskiej Częstochowskiej w miejscowości Dozio w Lombardii.
W 2017 świątynia, jako pierwsza w Polsce, z inicjatywy społeczności żydowskiej otrzymała tytuł House of Life (pol. Dom Życia) przyznawany przez Międzynarodową Fundację Raoula Wallenberga.
W 2023 na wschodniej wieży odtworzono cztery posągi aniołów.

## Tablice pamiątkowe
- Tablica upamiętniająca parafian poległych w latach 1914–1920[12].
- Tablice upamiętniające żołnierzy Armii Krajowej ze zgrupowania „Gurt”, Zgrupowania „Chrobry” i batalionu „Kiliński”[13].
- Tablica upamiętniająca rozpoczęcie przez Jana Pawła II w 1987 Drugiego Krajowego Kongresu Eucharystycznego[14].
- Tablica upamiętniająca Polaków ratujących Żydów w latach 1939–1945[14]. Tablica została ufundowana przez premiera Jerzego Buzka i poświęcona przez prymasa Józefa Glempa[10].
- Tablica poświęcona pamięci i w hołdzie ludności ziem wschodnich Rzeczypospolitej Polskiej[15]

## Galeria

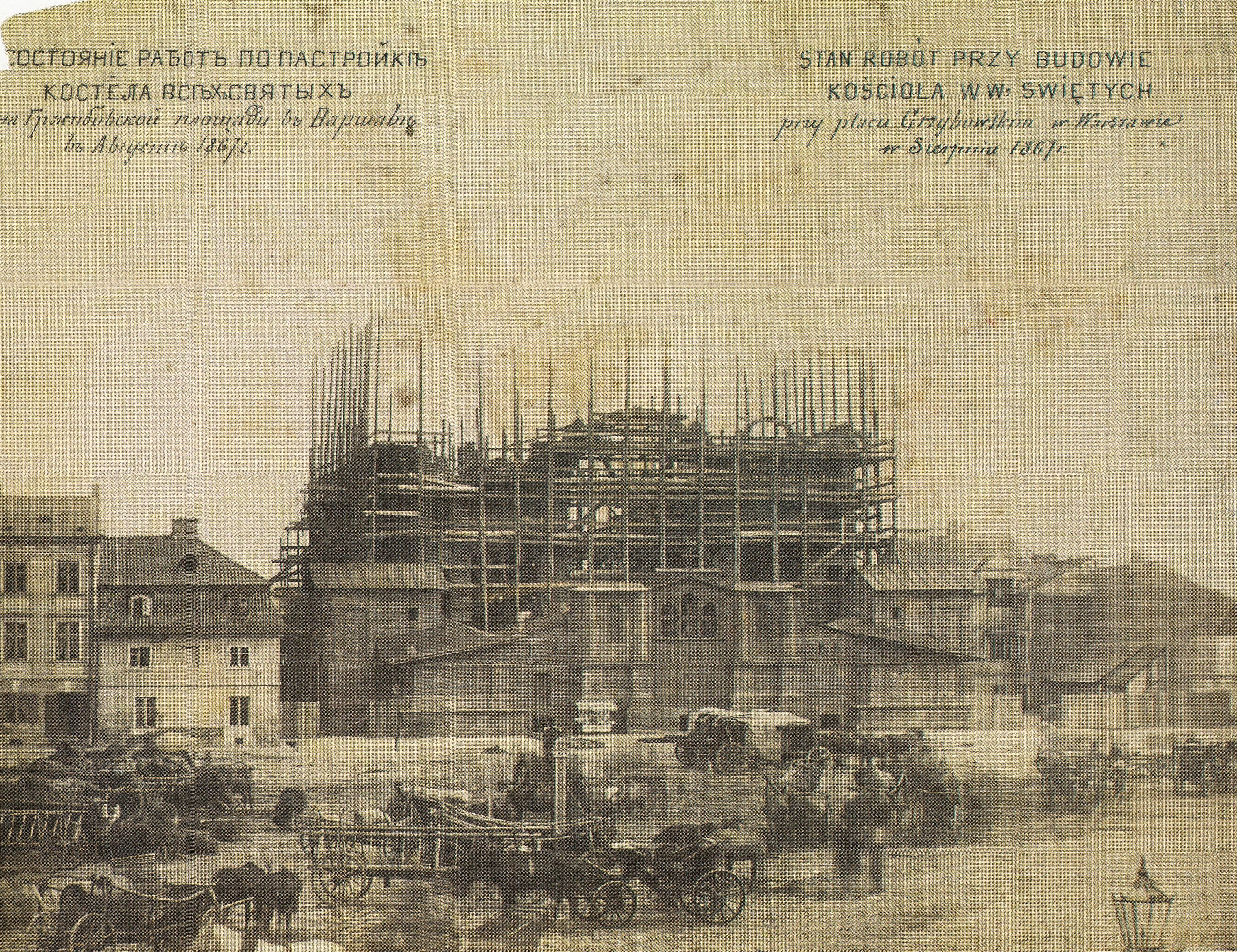
Budowa kościoła w sierpniu 1867
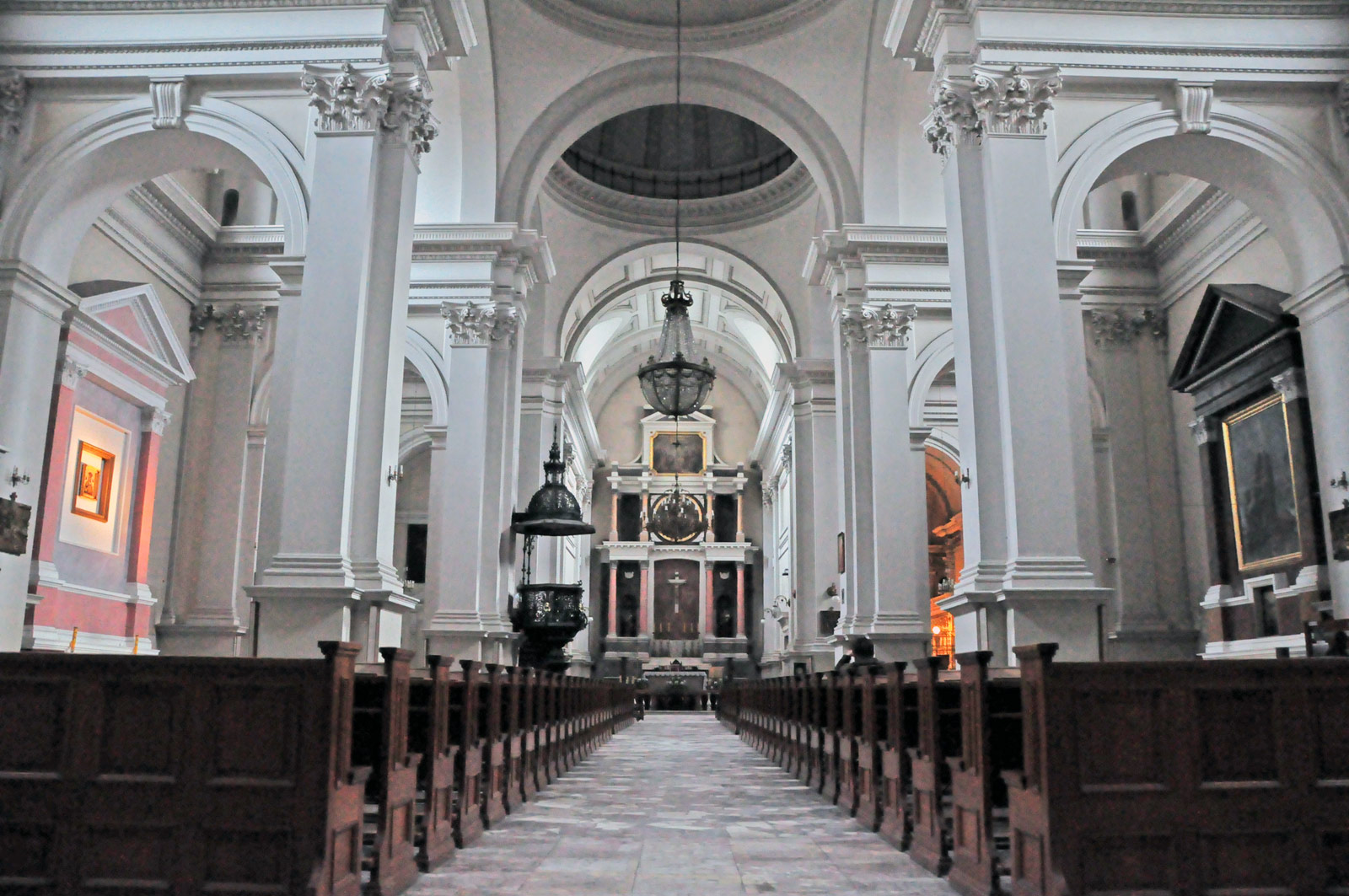
Wnętrze świątyni, nawa główna
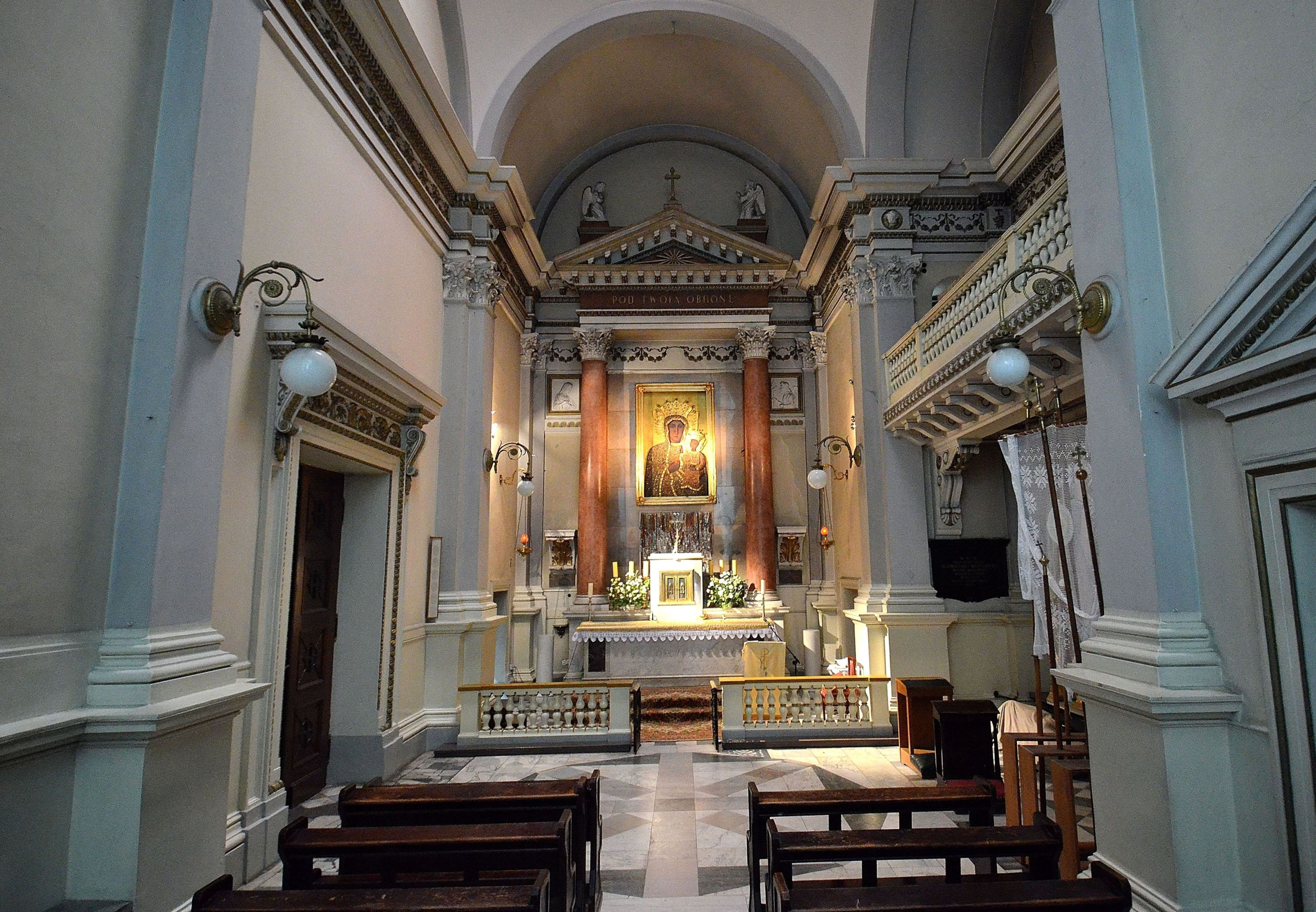
Kaplica Matki Boskiej Częstochowskiej
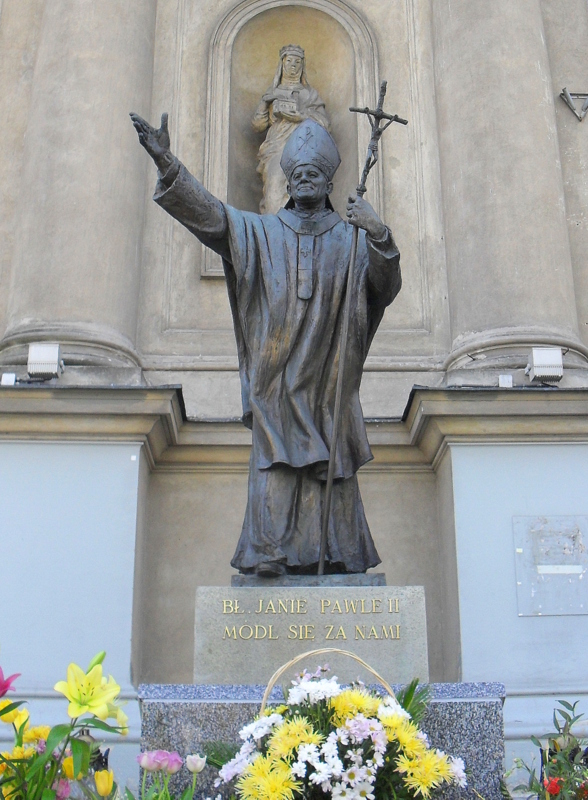
Pomnik Jana Pawła II